# Gollumiella buffingtoni
Gollumiella buffingtoni is een vliesvleugelig insect uit de familie Eucharitidae. De wetenschappelijke naam is voor het eerst geldig gepubliceerd in 2004 door Heraty.